# Die Füße im Feuer
Die Füße im Feuer ist eine Ballade von Conrad Ferdinand Meyer, erschienen 1882 in dessen Gedichten, die unter dem Thema der Folter den Zusammenprall zweier extrem unterschiedlicher Weltsichten zeigt.

## Inhalt
Die Ballade beunruhigt schon mit den Anfangsversen ihre Zuhörer und Leser:
Wild zuckt der Blitz. In fahlem Lichte steht ein Turm.
Der Donner rollt. Ein Reiter kämpft mit seinem Ross,
Springt ab und pocht ans Tor und lärmt. Sein Mantel saust
Im Wind. Er hält den scheuen Fuchs am Zügel fest.
Ein Kurier des Königs von Frankreich sucht vor dem Unwetter Zuflucht in einem Schloss. Dort nimmt man ihn als Gast auf und bewirtet ihn. Die Stimmung ist gedrückt. Er erkennt die Räumlichkeiten wieder, und es wird ihm zu seinem Schrecken bewusst, dass er sich in die Gewalt einer der Hugenottenfamilien begeben hat, die nicht nur von seinem katholischen König blutig verfolgt worden waren, sondern in deren Schloss er selbst vor einigen Jahren anlässlich eines Pogroms die Frau des Junkers zu Tode gefoltert hat. Man weist ihm eine Schlafkammer zu. Er riegelt sich ein, aber das Bild der damaligen Episode, „die Füße im Feuer“, bisher aus seinem Bewusstsein verdrängt, und die Vermutung, erkannt worden zu sein, verursachen ihm Todesangst. Durch die Motivwiederholung („zwei Füße zucken in der Glut“) deutet Meyer an, dass das Verbrechen dem Täter von nun an wohl keine Ruhe mehr lassen wird.
Am folgenden Morgen betritt der Schlossherr das Gästezimmer durch eine verborgene Tür: Er hätte also jederzeit die Möglichkeit gehabt, den Mörder seiner Frau im Schlaf zu töten, aber er hat sich dagegen entschieden. Dieser Konflikt hat dem Junker so sehr zugesetzt, dass er, „dem gestern dunkelbraun sich noch gekraust das Haar“, über Nacht ergraut ist.
Zum Abschied begleitet der Schlossherr, bedrohlich stumm, den Kurier noch ein Stück des Weges. Dem Untäter ist klar, erkannt worden zu sein. Meyer mildert durch eine zweite Naturschilderung den emotionalen Druck des Vorangegangenen. Mit knappsten textlichen Mitteln zeigt er, wie schwer es dem Gastgeber (siehe Gastfreundschaft) gefallen ist, den Schuldigen zu verschonen – der es sich bei der Trennung noch herausnimmt, ihn dafür zu loben, dass er gegenüber einem Mann des Königs besonnen geblieben sei. In den Schlusszeilen bekommt er darauf die Quintessenz der Religion der Verfolgten zu hören:
„Du sagst’s! Dem größten König eigen! Heute ward
Sein Dienst mir schwer … Gemordet hast du teuflisch mir
Mein Weib! Und lebst … Mein ist die Rache, redet Gott.“

## Einordnung
Die Handlung steht ohne genauere Eingrenzung im Kontext der Verfolgung der Evangelischen in Frankreich während der Hugenottenkriege. Dieses Themas hatte Meyer sich bereits 1867 mit Der Hugenot angenommen.
Der Schlusssatz zitiert Röm 12,19  bzw. Dtn 32,35  und bringt damit die Lebenseinstellung des Schlossherrn zum Ausdruck.

## Rezeption
Ihre Aufnahme in zahlreiche Lesebücher und Anthologien hat die Ballade im deutschen Sprachraum bekannt gehalten. Sie ist auch in dem von Marcel Reich-Ranicki seit 2002 herausgegebenen Sammelwerk Der Kanon enthalten.

## Vertonungen
- Eine Vertonung für Singstimme und Klavier schuf Fritz Stüssi.[2][3]
- Heinrich Sutermeister: Die Füße im Feuer und Fingerhütchen, szenische Balladen für Funk, Fernsehen und Bühne, o. op. (1949/50)
- Armin Schibler: Die späte Sühne, Kammeroper in einem Akt nach der Ballade Die Füße im Feuer von Conrad Ferdinand Meyer, op. 42, UA: Zürich 1954.

## Verfilmungen
- Der Gast, BRD 1956, Regie: Konrad Wagner, Drehbuch: Curt Langenbeck.
- Du sollst nicht töten, DDR 1957, Regie: Erich-Alexander Winds, Drehbuch: Hermann Rodigast.